# Amersham (przedsiębiorstwo)
Amersham plc – brytyjska firma farmaceutyczna specjalizująca się w diagnostyce medycznej i preparatach biologicznych. Obecnie część koncernu GE Healthcare.
Przedsiębiorstwo powstało w 1946 jako państwowy ośrodek radiochemiczny – Amersham International Limited, wytwarzając materiały radioaktywne do użytku cywilnego. Firmę sprywatyzowano w 1982 jako Amersham International plc. Wytwarzał wówczas około 180 różnych nuklidów promieniotwórczych i ok. 2350 związków znaczonych. Była to pierwsza firma sprywatyzowana przez rząd Margaret Thatcher.
W latach 90. XX wieku wydzielono z niego dział diagnostyki in vitro, Amerlite Diagnostics Ltd., który zorganizowano w formie joint-venture z Eastman Kodak. Kodak nabył potem całość udziałów i zmienił nazwę działu na Kodak Clinical Diagnostics Ltd. Następnym nabywcą był Johnson & Johnson, który używał nazwy Johnson & Johnson Clinical Diagnostics Ltd. Obecnie dział ten nazywa się Ortho-Clinical Diagnostics Ltd., i nadal jest w posiadaniu firmy Johnson & Johnson.
W 1997 szwedzka Pharmacia Biotech, której właścicielem była Pharmacia & Upjohn, połączyła się z Amersham Life Science. Ich nazwę zmieniono na Amersham Pharmacia Biotech. W 2001 przeszły one na własność Amersham plc, a nazwę zmieniono na Amersham Biosciences.
Również w 1997 Amersham połączył się z norweską firmą Nycomed, tworząc Nycomed Amersham plc. W 1999 Nycomed Pharma została sprzedana Nordic Capital, a w 2001 zmieniono nazwę Nycomed Amersham plc na Amersham plc.
W 2004 roku Amersham został nabyty przez koncern General Electric i włączony w struktury GE Healthcare (GE Healthcare Medical Diagnostics i GE Healthcare Life Sciences). Siedziba główna tej komórki GE znajduje się w Little Chalfont, niedaleko Amersham, i jest pierwszą taką siedzibą poza terytorium USA.